# Apanteles cyane
Apanteles cyane är en stekelart som beskrevs av Nixon 1965. Apanteles cyane ingår i släktet Apanteles och familjen bracksteklar. Inga underarter finns listade i Catalogue of Life.